# Brachymenium alpinum
Brachymenium alpinum är en bladmossart som beskrevs av Harumi Ochi 1964. Brachymenium alpinum ingår i släktet Brachymenium och familjen Bryaceae. Inga underarter finns listade i Catalogue of Life.